# Аммонал

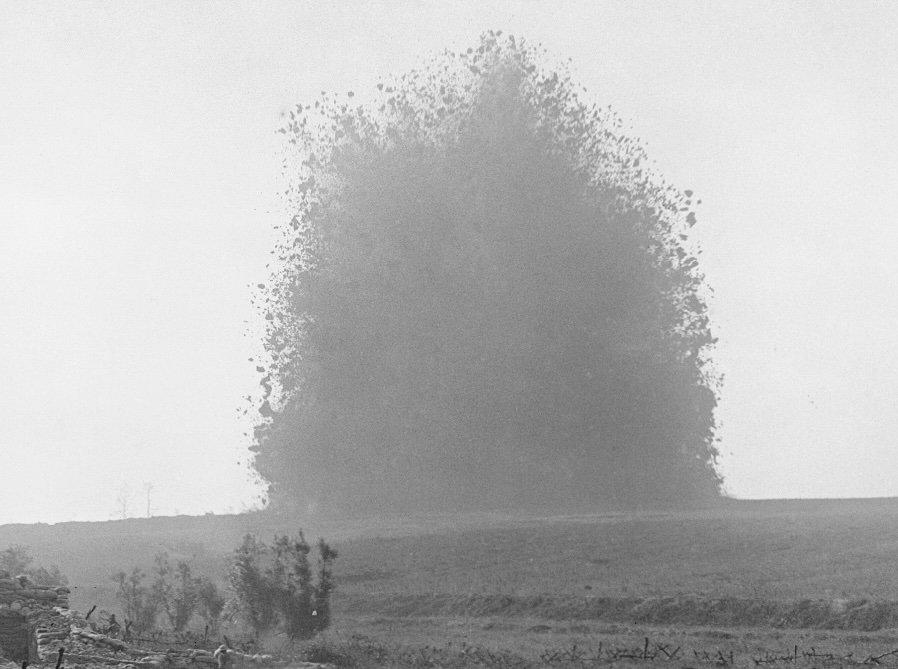
Взрыв аммонала под землёй

Аммона́л — разновидность промышленных взрывчатых веществ (ВВ). По советской классификации представляет собой смесь аммиачной селитры и тротила (ТНТ) с добавлением порошкообразного алюминия {\displaystyle (NH_{4}NO_{3}+TNT+Al)}. Смесь аммиачной селитры, тротила, порошкообразного алюминия и гексогена называется скальным аммоналом.

## Виды аммоналов
В СССР выпускались следующие марки аммоналов:
- Аммонал по ГОСТ 21984—76 — мелкий однородный порошок серо-стального цвета[1]. Малосыпучий, водоустойчив, стабилен при хранении. Состав: селитра аммиачная марки ЖВ — 80,5 %, тротил — 15 %, алюминиевая пудра — 4,5 %[1]. Выпускается в патронах. Работоспособность (фугасность) — не менее 400 см³[2], бризантность — 16 мм[3].
- Аммонал скальный № 3 — однородный порошок серо-стального цвета. Одно из самых мощных промышленных ВВ. Высокая водоустойчивость, не слёживается при хранении, хорошая детонационная способность. Повышенная чувствительность. Требует повышенной осторожности в обращении.

## Основные физико-химические и взрывчатые характеристики
- Скорость детонации: 3500 — 4500 м/с
- Фугасность: 480—550 см³
- Бризантность: 13 — 16 мм
- Нижний предел чувствительности к трению: не менее 5700 кгс/см²
- Тротиловый эквивалент: 0,9-1,3

## Применение
Предназначен для взрывных работ в рудниках и шахтах, не опасных по газу и пыли, и на открытых разработках, Применяется для взрывания крепких и весьма крепких пород в сухих и обводнённых условиях шпуровым методом. В годы Великой Отечественной войны при нехватке тротила аммоналом снаряжали мины и ручные гранаты. Снаряды аммоналом не снаряжались, так как это ВВ детонирует при выстреле из орудия.

## Транспортировка, упаковка и хранение
Выпускается в патронированном виде. Патроны по 10 штук упаковываются в пакет из полиэтиленовой плёнки. Пакеты упаковываются в коробки из гофрированного картона. Может храниться в закрытых складских помещениях и применяться во всех климатических условиях. При хранении на перевалочно-перегрузочных пунктах и при транспортировании на всём пути следования тара должна быть защищена от воздействия атмосферных осадков и прямых солнечных лучей.
Неосторожное обращение с аммоналом чревато серьёзными последствиями. Так, 24 июня 1946 года в порту Находка взорвался пароход «Дальстрой», гружёный тротилом и аммоналом. Горение 7 тысяч тонн аммонала и вызванный пожаром взрыв 400 тонн тротила, также находившегося на пароходе, нанёс сильный ущерб портовым сооружениям и привёл к значительным человеческим жертвам.

## Аммонал в литературе
- Варлам Шаламов, из стихотворения «Похороны»[4]:

…Вбивают в камни аммонал,
Могилу рыть пора,
И содрогается запал
Бикфордова шнура…
- Николай Заболоцкий, в стихотворении «Творцы дорог»[5]:

Рожок поёт протяжно и уныло, —
Давно знакомый утренний сигнал!
Покуда медлит сонное светило,
В свои права вступает аммонал…
- Главное оружие участников Алюминиевой революции «меганезийского» цикла Алекса Розова[6]:

«…Реальный аммонал сильнее номинального золота…»
«…Достопримечательностей на Вале немного. Старой застройки практически не осталось из-за специфики Алюминиевой революции. Обитатели трущоб, экстремисты из перуанского Движения Тупак Амару и филиппинской Новой Народной Армии, африканские наёмники хуту и вьетнамские военспецы, не стремились погибнуть на баррикадах. Они отошли от традиций революционной романтики и, в одну ночь, уничтожили своих политических оппонентов, подложив под их дома заряды аммонала — взрывчатой смеси из аммиачной селитры и металлического алюминия (за что революция была названа „алюминиевой“). Если бы революции в Старом Свете происходили по такому сценарию, мы видели бы Лувр, Эскуриал, Тауэр, Дворец Дожей и Собор Святого Петра только на рисунках…» («Чужая в чужом море»).

## Аммонал вфольклоре
- Аммонал широко применялся при постройке каналов в сталинское время. Этот факт нашёл отражение в прибаутке заключённых каналоармейцев времён сооружения Беломорканала[7]:

Без туфты и аммонала
не построили б канала…

А колокольчики-бубенчики ду-ду,
А я сегодня на работу не пойду;
Пусть рвутся шашки, динамит и аммонал —
А на хрен сдался Беломорский нам канал!